# Gramàtica de Mates
La Gramàtica de Mates és un incunable imprès per Bartomeu Mates en un quadern en octau, a Barcelona el 1468, per tant seria el primer llibre (incunable) imprès a la península Ibèrica, tot i que hi ha controvèrsia. Es tracta d'una grammatica llatina, és a dir, d'un text gramatical en llatí de caràcter pedagògic.
És obra de l'impressor alemany Joan Gherlinc a una "edat primerenca", corregit i millorat per Pere Joan Matoses sota els auspicis de Guillem Ros i, segons explica el colofó -acabat al 1468-: 
"Llibret per a compondre oracions segons requereixen les lleis gramaticals, compost pel docte home Bartomeu Mates i corregit i millorat per Pere Joan Matoses ministre de Crist i prevere, a expenses de Guillem Ros i imprès amb artifici meravellós per Joan Gherling, alemany. s'acaba a Barcelona a les nones d'octubre (dia 7) de l'any 1468 de la Nativitat del Senyor".

## Controvèrsia sobre la data del colofó - 1468
En el colofó d'aquest incunable (imprès a Barcelona per Joan Gherlinc) hi consta la data de 1468: "Any després de la Nativitat del Senyor MCCCCLXVIII ". En cas de ser certa la data, es tractaria de la primera producció tipogràfica produïda a la península Ibèrica i, fins i tot, anterior a la impremta veneciana i parisenca. Tanmateix, tal data ha estat molt controvertida, amb uns estudis a favor oposant-se als duts a terme per Vicent Salvá (Catalogo de la biblioteca de Salvà -1872), Haebler (1923) i Sanpere i Miquel que van en contra de la seva autenticitat.
Arguments de Konrad Haebler a Geschichte des spanischen frühdruckes in stammbäumen (1923): "El llibre de Mates és un tomell en octau, de seixanta fulls, repartits en set quaderns, marcats amb signatures cada un d'ells (a-b-c-d-e-f- "g"). Si la data fos certa, Gherlinc hauria estat l'inventor de les signatures i el primer en fer un llibre tant petit -amb els tipus tant petits-"!
Per cert, Haebler va haver d'anar canviant, en les obres posteriors, totes les "primeres dates" de les diferents tècniques tipogràfiques, donades com inamovibles a les seves "primeres obres ", i que emprava per poder demostrar que era impossible la data del colofó. S'hi va veure obligat a mesura que van anar apareixent diferents incunables anteriors a les dates que ell havia donat, amb el detall interessant que de tots aquests incunables "nou trobats" no va posar en dubte cap de les dates dels seus colofons, simplement els va emprar posant al dia la seva cronologia, que es va anar apropant cada vegada més al 1468.
Els estudis que defensen a ultrança l'autenticitat de la data de 1468, realitzats per Eudald Canibell (1906) i per Miquel i Planas (1930), diuen que les erratae de Gherlinc "reforcen de facto" la imatge d'un jove aprenent sense recursos l'any 1468 (li manquen tipus i habilitat com caixista) amb 20 anys menys d'experiència com impressor, que el professional en què es convertí el 1488, demostrat per les actes notarials de creació d'una societat amb un capitalista genovès, trobades després dels primers estudis negatius de Haebler.
Miquel i Planas troba una fal·làcia palesa en les tesis de Salvà i Haebler: el fet d'esgrimir l'argument de que els "Caplletres d'impremta són molt més tardans", fet cert però.. resulta que Gherlinc no els empra en el llibre de 1468, sinó que deixa els espais en blanc que més tard seran dibuixats a mà, de fet ja que és una fal·làcia dir que els utilitza, com fan ambdós autors. AntoniPalau i Dulcet al seu opuscle "Orígenes de la imprenta en España" de 1948, parla de la possible falsedat del colofó però no ho aclareix res.
Més recentment J. M. Casas Homs a un opuscle Sobre la Gramàtica de Mates de 1950, no veu suficients els arguments per a falsificar la data (pot-ser per poder vendre més llibres?), dona arguments en canvi per la seva veracitat, ja que tot i observant els defectes tipogràfics i bibliogràfics, amb pàgines deplorables al llarg del llibre, que semblen augmentar a mesura que es fa una lectura detinguda del text, s'arriba a un colofó, que és el que està en dubte, gairebé sense imperfeccions.
Aquesta tesi que va contra el parer dels autors d'altres, com Manuel Llanas i Pont (segons cita del 2002), que també ho consideren una errada, dient que la data correcta és la de 1488.

## Sinodal de Aquilafuente
El bisbe de Segòvia Juan Arias Dávila va demanar que els documents del sínode anessin reproduïts amb l'innovador mètode de la impremta per l'impressor Johannes Parix de Heidelberg. Aquest va ser el motiu pel qual la impremta de Gutenberg arribés a aquesta localitat espanyola curiosament el 1472, abans que a Barcelona (1473), València (1473), Sevilla (1477) o Salamanca (1488), ciutats més importants i desenvolupades que Segòvia al segle xv.